# 늑대인간의 후예
《늑대인간의 후예》(영어: Wildling)는 미국에서 제작된 2018년 공포 판타지 영화이다. 프리츠 뵘이 연출하고 플로리안 에더와 공동 각본을 작성하였다. 이 영화는 뵘의 장편 영화 연출 데뷔작이다. 리브 타일러, 벨 파울리, 브래드 도리프 등이 출연하였다.
이 영화는 2018년 3월 10일 사우스 바이 사우스웨스트에서 전 세계 최초로 상영되었으며 평단으로부터 대체로 호평을 받았다. 미국에서 제한 상영과 주문형 비디오(VOD) 형식으로 2018년 4월 13일 IFC 필름스에 의해 IFC 미드나이트 브랜드 하에서 개봉, 출시되었다.

## 줄거리
애나는 "아빠"에게서 아이를 잡아먹는 숲 속 괴물 와일들링(Wildling)에 대한 경고를 들으며 다락방에서 자란다. 침대에 생리혈이 묻은 걸 발견한 아빠는 병을 치료한다는 명목 하에 에스트로겐 생성을 막기 위해 애나에게 루프로렐린(Leuprorelin)을 맞춘다. 부작용으로 고통받던 애나가 16살이 되어 안락사를 부탁하자 아빠는 돌연 총구를 자기 입에 넣고 방아쇠를 당기지만 자살에 실패한다.
총소리 신고를 받고 애나를 발견한 보안관 엘런은 애나가 평범한 10대 소녀의 삶을 누릴 수 있도록 본인 집으로 데려간다. 애나는 엘런의 남동생 레이와 친해지고, 같은 고등학교에 진학하게 된다. 생리를 하게 된 애나는 탐폰을 삽입하는 법과 다리털 미는 법을 처음 안내 받는다. 유전자 검사 결과 아빠 게이브리얼 핸슨은 생물학적 아버지가 아닌 것으로 밝혀진다.
애나는 종종 혼수 상태에 빠지고, 신체 변형이 시작된다. 북극광에 관련된 책을 보던 중 애나는 감각이 예민해져 멀리서 자신을 헐뜯는 재학생들의 말소리까지 듣게 된다. 엘런이 준 노란색 드레스를 입고 파티에 참석한 애나는 레이와 키스하게 되지만 갑자기 치아가 빠지면서 피가 난다. 당황한 애나는 화장실 창문으로 도망하려고 하는데 전부터 시비를 붙이던 로런스가 따라와 성폭행을 시도한다. 로런스의 목을 물어뜯어 죽인 애나는 놀라서 속옷 차림으로 달아난다. 이가 빠진 자리에서는 늑대 이빨이 나고 손톱도 뾰족해진다.
숲에서 마주친 늑대 가죽 뒤집어쓴 남자는 애나에게 16년 전 마을 사람들이 일으킨 대학살 이후 와일들링은 처음 봤다고 말한다. 남자가 데려간 지하 동굴에서 애나는 날카로운 이빨이 난 엄마의 두개골을 발견하고 "아빠"가 엄마를 쏘아죽인 과거를 떠올린다. 아빠는 아기였던 애나는 차마 죽이지 못하고 동료들 몰래 데려가 키웠던 것이다.
로런스 시체 옆에 노란색 드레스가 놓여있었다는 조사 보고서를 읽은 엘런은 집으로 돌아온 애나에게 수갑을 채워 감옥에 가둔다. 야간 근무를 하는 보안관보 로저와 친한 아빠가 감옥에 찾아와 자살을 권하며 치사량의 루프로렐린이 든 주사기를 주지만 애나는 거부한다.
다음 날 애나는 엘런을 자신이 있던 감옥에 가두고 밖으로 나와 엘런의 경찰차에 타고 있던 레이에게 북극광을 찾아야 한다며 운전을 시킨다. 그 밤에 둘을 관계를 맺는다. 애나는 송곳니가 길어지고 등엔 털이 자라기 시작하지만 레이는 개의치 않는다. 다음 날 아침 아빠가 이끄는 사냥꾼 무리에게 레이가 총을 맞자 애나는 레이를 두고 다른 길로 도망친다.
3개월 후 얼굴까지 변형된 애나는 신체 우위를 이용해 사냥꾼을 한 명씩 처치한다. 한편 사냥꾼 무리와 로저가 같이 이동하는 걸 목격한 레이는 이를 엘런에게 보고한다. 이들을 쫓아간 엘런을 로저가 위협하자 애나가 로저를 죽인다. 엘런은 애나에게 총을 겨누다가 임신한 배를 보고 총구를 내린다. 사냥꾼들은 급기야 숲에 불을 지르고, 지하 동굴로 내려간 애나에게 아빠는 마취총을 맞추고 제왕 절개를 시도한다. 약물의 힘을 이겨낸 애나는 아빠의 목의 물어뜯은 뒤 길게 포효하고 쓰러진다. 늑대 가죽을 쓴 남자가 애나를 치료한다.
다음 날 아침 엘런과 레이는 호숫가에서 애나를 발견하지만 야생으로 도망가게 내버려둔다. 얼마 후 북쪽으로 이동한 애나는 검은 피부에 검은 털을 완연히 갖추고 북극광 옆에서 막 태어난 아이를 안고 있다가 멀리서 다른 와일들링이 자신을 부르는 소리를 듣는다.

## 출연
- 리브 타일러 - 엘런 쿠퍼 역
- 벨 파울리 - 애나 역
- 브래드 도리프 - "아빠" 역
- 콜린 켈리소덜레이 - 레이 쿠퍼 역
- 제임스 러그로 - 울프 맨 역
- 마이크 파이스트 - 로런스 풀러 역
- 트로이 럽태시 - 로저 파울러 역

## 반응
더 할리우드 리포터의 저스틴 로는 "청소년기에 관한 불안한 우화, 혹은 이에 우연하게 수렴된 현대 사회 문제들을 묘사하는 IFC 미드나이트 4월 신작은 여성의 자율권이라는 주제에 새로운 시각을 제공한다"고 평했다.
더 할리우드 아웃사이더의 브라이언 윌리엄스는 "200만 달러 저예산으로 수준급 작품"을 뽑아냈으며 "예산 대비 완성도면에선" "《점원들》(1994)과 《데스페라도》(1995) 같은 작품들에 준한다"고 평가하였다.
필름 인콰이어리의 앨릭스 아라비안은 "외부인으로 성장하고, 여성이 되고, 억압에서 자유로워지고, 신체를 있는 그대로 사랑하는 것에 관한 이야기"라고 정리하였다.